# Petrin (Kursk)
Petrin (russisch Петрин) ist eine Siedlung (ländlichen Typs) in der Oblast Kursk in Russland. Sie gehört zum Rajon Kursk und zur Landgemeinde (selskoje posselenije) Lebjaschenski selsowjet.

## Geographie
Der Ort liegt gut 13 km Luftlinie südöstlich des Oblastverwaltungszentrums Kursk im südwestlichen Teil der Mittelrussischen Platte, 3 km vom Sitz des Dorfsowjet – Tscherjomuschki, 82 km vor Grenze zwischen Russland und der Ukraine, im Becken des Mlodat (linker Nebenfluss des Seim).

### Klima
Das Klima im Ort ist wie im Rest des Rajons kalt und gemäßigt. Es gibt während des Jahres eine erhebliche Niederschlagsmenge. Dfb lautet die Klassifikation des Klimas nach Köppen und Geiger.

## Bevölkerungsentwicklung
| Jahr | Einwohner |
| ---- | --------- |
| 2002 | 662       |
| 2010 | ▼650      |

Anmerkung: Volkszählungsdaten

## Verkehr
Petrin liegt an der Straße interkommunaler Bedeutung 38N-416 (Kursk – Petrin) und 10 km von der nächsten Eisenbahnhaltestelle 465 km (Eisenbahnstrecke Lgow-Kijewskij – Kursk) entfernt.
Der Ort liegt 105 km vom internationalen Flughafen von Belgorod entfernt.